# Bionade

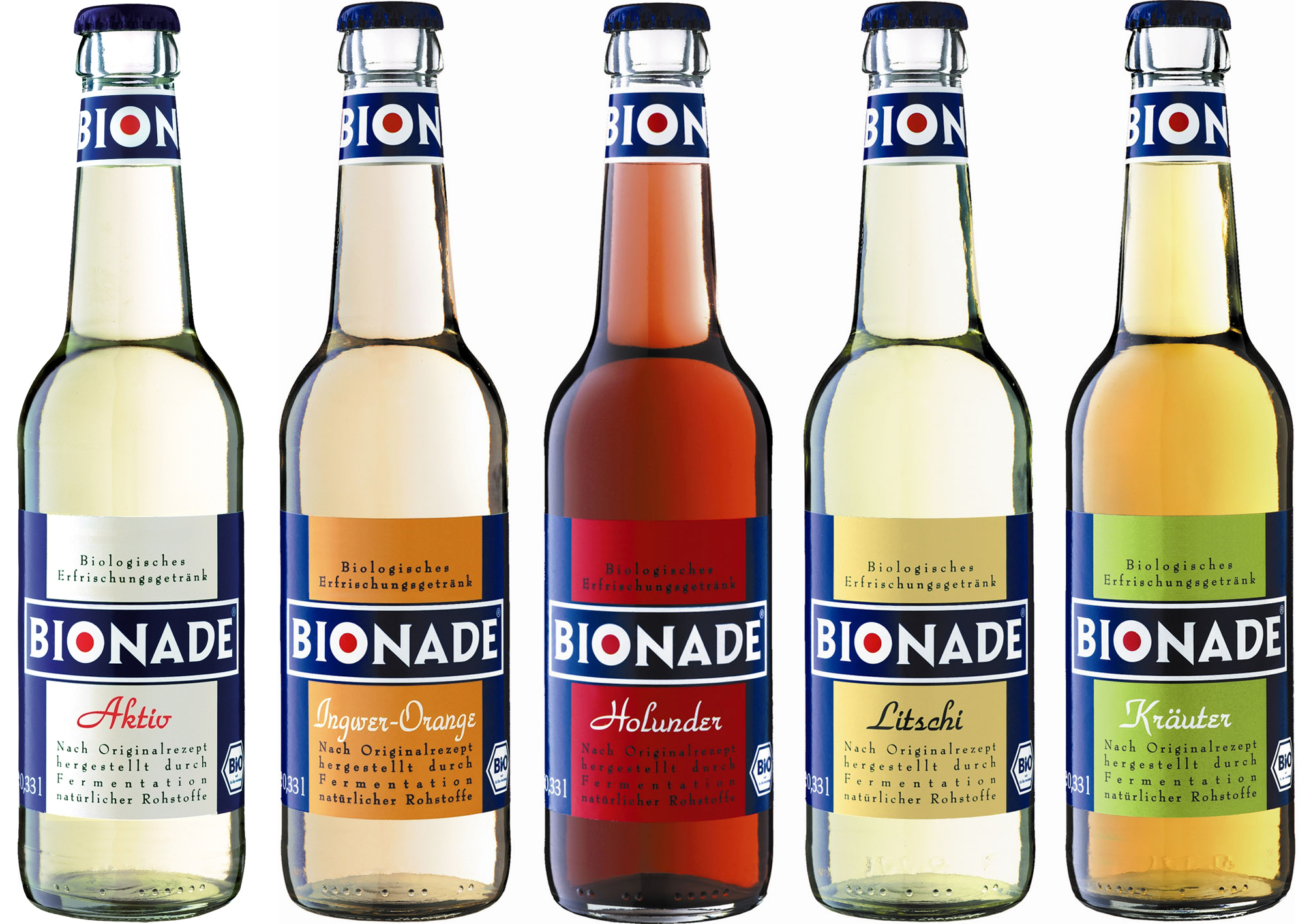
Бионад в пяти вкусовых направлениях

Bionade (рус. Биона́д) — производящийся в Германии безалкогольный прохладительный газированный напиток.
Бионад представляет собой производимый в нескольких вкусовых вариациях лимонад, технология изготовления которого в определённой степени сходна с пивоварением. Название напитка образовано от слов «биологический» (имея в виду «экологически чистый») и «лимонад», что должно подчеркивать отличие вкусовых и пищевых свойств бионада от обычных прохладительных напитков. Так, для приготовления бионада используется в основном сырьё из биологически чистого производства: вода, сахар, ячменный солод и натуральные ароматизаторы. Подобно процессу приготовления пива, технология производства бионада предусматривает натуральное брожение солода, причем в отличие от пива при брожении используются не дрожжи, а особая бактериальная культура (Gluconobacter oxydans). В результате этого солодовый сахар в процессе брожения не превращается в алкоголь, как это бывает при изготовлении пива, а вместо этого выделяется обладающая полезными для человеческого организма свойствами глюконовая кислота. Кроме того, в напиток добавляются карбонаты кальция и магния в качестве регуляторов кислотности, а также ароматизаторы на основе натуральных фруктовых или травяных добавок. В настоящее время выпускается бионад с ароматизаторами «бузина», «имбирь и апельсин», «травы», «личи» и «айва». В продажу готовый напиток поступает в стеклянных бутылках объёмом 0,33 литра, а также в пластиковых бутылках объёмом 0,5 литра.
Производство бионада было впервые запущено в 1995 году по технологии, разработанной баварским пивоваром Дитером Лайпольдом из города Остайм-фор-дер-Рён. Концентрат для изготовления напитка производится пивоварней Peter Brauerei, совладельцем которой первоначально являлась семья Лайпольд, а также (с 2010 года — на 70 %) германский продовольственный концерн Dr. Oetker. В начале 2012 года стало известно, что принадлежащая концерну Oetker пивоваренная компания Radeberger приобрела и оставшуюся 30-процентную долю Peter Brauerei, став её единственным собственником. На сегодняшний день «бионад» является защищённым брендом, а технология производства запатентована Лайпольдом и частично засекречена. Помимо Германии, бионад экспортируется в ряд европейских стран, а также в Австралию. В 2008 году было произведено около 160 миллионов бутылок напитка.